# Сахарский национальный совет
Сахарский национальный совет (араб. المجلس الوطني الصحراوي‎, исп. Consejo Nacional Saharaui) — законодательный представительный орган частично признанной Сахарской Арабской Демократической Республики, являющийся однопалатным парламентом страны, в настоящее время включает 53 депутата.
Полномочия и структура национального совета регулируются Конституцией САДР. С 2010 года спикером является Хатри Аддух.

## История
Парламент был создан членами Фронта Полисарио и известными представителями сахарского племени как Временный национальный совет в апреле—ноябре 1975 года, после создания города Гальтат-Земмур. 27 февраля 1976 года лидер Полисарио Мустафа Сайед Эль-Уали объявил, что ВНС провозгласил Сахарскую Арабскую Демократическую Республику, в которой он будет парламентом. На III Всеобщем народном съезде Полисарио (26—30 августа 1976 года) был официально создан Сахарский национальный совет.

## Галерея

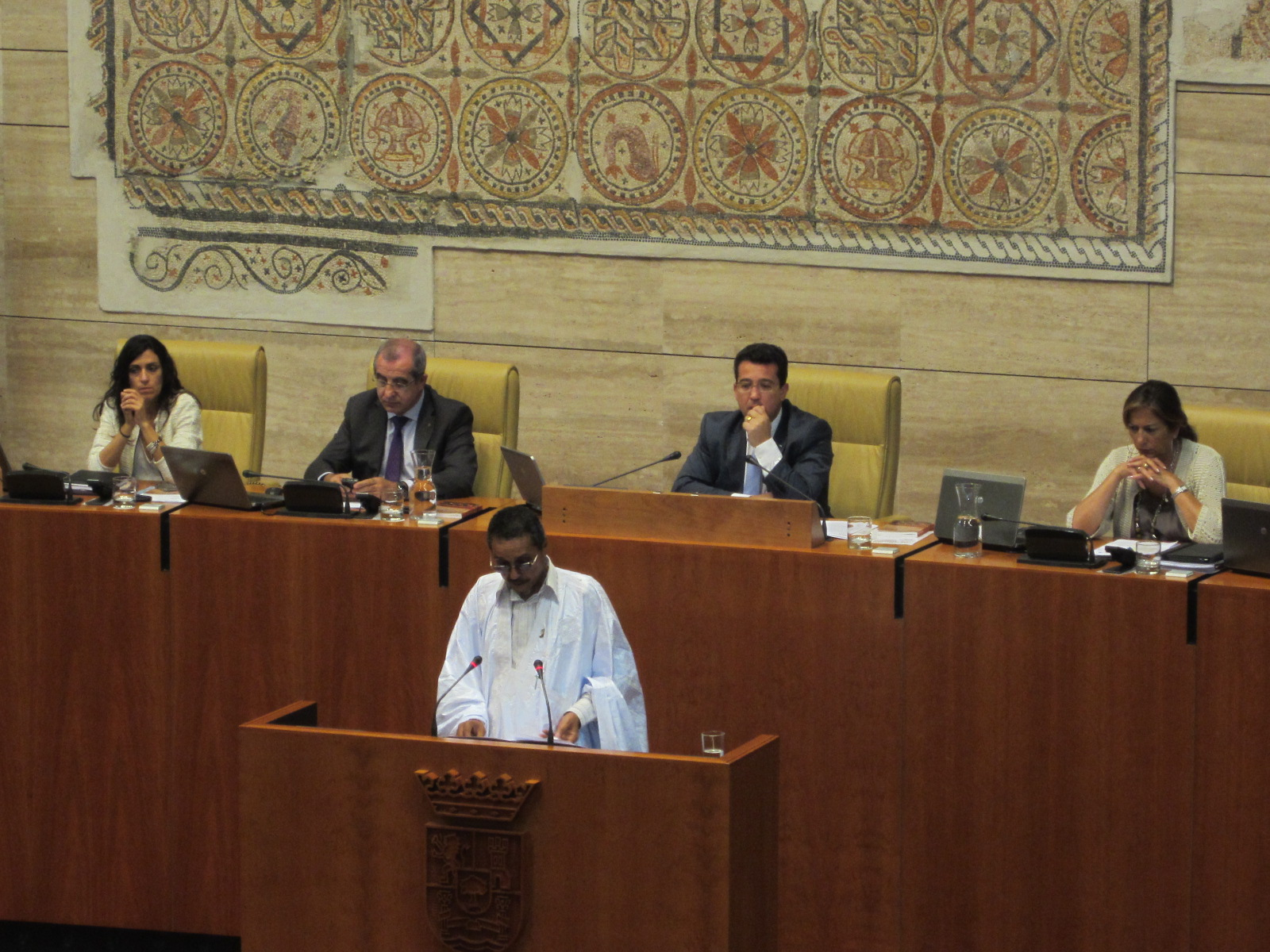
Спикер парламента Хатри Аддух, выстуает в Ассамблее Экстремадуры, Испания, 26 июля 2012
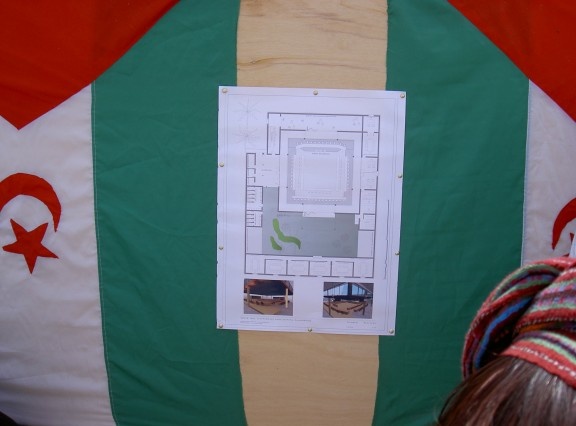
План строительства здания парламента в Тифарити, 2005 год